# Етобаев, Арсений Михайлович
Арсений Михайлович Етобаев (15 сентября 1903 — 1987) — советский снайпер, уничтоживший 356 немецких солдат, 
одного офицера и  два вражеских самолёта. Кавалер орденов Ленина, Красного Знамени, Красной Звезды и ордена Отечественной войны. Участник Гражданской войны, Конфликта на КВЖД и Великой Отечественной войны.

## Биография
Родился в улусе Моголют Бурят-Янгутского булука Боханского района (ныне улус Моголют Осинского района Иркутской области) в бурятской семье с 14 детьми. В 1913—1914 учился в церковно-приходской школе. В 1919—1920 — на Гражданской войне, где участвовал в боях против Колчака. Избран секретарём Бурят-Янгутского булревкома в октябре 1919. В январе 1924 года создал комсомольскую ячейку в Бурят-Янгутах и стал её руководителем.
В 1929 участвовал в Конфликте на Китайско-Восточной железной дороге. В 1930 году во время инспектирования Бурятского кавалерийского дивизиона наркомом обороны был отмечен маршалом Советского Союза Климентом Ворошиловым за отличную службу и стрелковую подготовку.
27 июня 1941 призван Агинским районным военным комиссариатом в Красную армию. В сентябре 1941 прибыл на Волховский фронт в составе 270-го запасного полка. 23 апреля 1942 года назначен командиром стрелкового взвода, а уже 7 мая 1942 года — командиром стрелковой роты. В октябре 1942 был награждён орденом Ленина за уничтожение 135 солдат и 14 офицеров врага.
В период до 1943 уничтожил 356 солдат и сбил 2 самолёта противника. Во время прорыва блокады Ленинграда 4 раза участвовал в рукопашных боях. В конце января 1943 был тяжело ранен и отправлен в госпиталь на лечение, из-за этого ранения Етобаев получил инвалидность. В строй вернулся в 1944. В 1945 уволен в запас.
В период с 1946 по 1964 работал участковым в Хоринском районе.
После отставки с 1978 года жил с семьёй в городе Донском Тульской области. Умер в 1987 году. Похоронен на Иваньковском кладбище.

## Награды
- Орден Ленина (14 октября 1942)[2].;
- Орден Красного Знамени (1943);
- Орден Отечественной войны 1-й степени (11 марта 1985)[3].
- Орден Отечественной войны 2-й степени (1943);
- Орден Красной Звезды (1956);
- медали (в том числе «За оборону Ленинграда») (1943);
- Наградное оружие

## Факты
- Подготовил 46 снайперов, которые уничтожили приблизительно 2500 солдат противника.
- Был представлен к званию Героя Советского Союза два раза, однако ни разу не был утвержден.

## Память
Одна из улиц в Хоринске названа в честь Етобаева. С 2010 по 2013 год в Улан-Удэ проводился республиканский турнир по стрельбе из боевого оружия в его честь, участниками которого являлись сотрудники и ветераны правоохранительных органов Республики Бурятия и Иркутской области. Памяти А. М. Етобаева вышла в свет книга Станислава Тулугоева «Осинский снайпер» (2015).